# 佐賀市立大和中学校
佐賀市立大和中学校（さがしりつ やまとちゅうがっこう）は、佐賀県佐賀市大和町大字東山田にある公立の中学校。

## 概要
歴史
1958年（昭和33年）に大和村立中学校2校（川上・春日）の統合により創立。現校名になったのは2005年（平成17年）。2023年（令和5年）に創立65周年を迎えた。
校章
校名の頭文字である「大」の字を図案化したものを背景にして、中央に「中」の文字を配している。
校歌
作詞は松本虎夫、作曲は大久保豊による。歌詞は3番まであり、3番の歌詞中に校名の「大和中学」が登場する。1番の歌詞中にも「大和」が登場するが、読みは「やまと」ではなく、「だいわ」である。
通学区域
- 佐賀市立春日小学校区
- 佐賀市立川上小学校区
- 佐賀市立春日北小学校区[1]

校舎・校地
校舎は1987年（昭和62年）に改築された。広い敷地に緑の多い悠然とした校舎、中庭、運動場と多目的に造られた2階建ての体育館と、南側の校門「大成門」がある。
佐賀市のやや北方に位置し、脊振山地南麓部から嘉瀬川扇状地によって形成する佐賀平野の北端にある。
環境・自然
川上峡は、一般に知られる奇岩、奇勝、瀑布、淵が連続する渓谷とは異なり、両側に山が差し迫ってその間を嘉瀬川が滔々と流れ、さながら京都の嵐山を彷彿とさせる景観から九州の嵐山と呼ばれており、一帯は川上金立県立自然公園に指定されている。
春は桜のほか、官人橋では数百体の鯉のぼりを泳がせ、風雅であり、また、夏場は納涼の花火大会、秋は紅葉など四季折々の変化を見せている。近くに、「淀姫さん」とも呼ばれている與止日女神社がある。
校区の西部（川上校区）は農業が盛んだが、兼業農家が多く、東部（春日校区）は非農家が多い。 平坦地の米麦と山麓部の果樹は本町農業の根幹を成している。
遺跡等
前方後円墳の数は県下の約4分の1の8基を占め、船塚は県下最大の規模を誇る。町内には縄文・弥生の遺跡が数多くあったが、約300基の古墳はほとんどなくなった。1991年（平成3年）、経塚遺跡から重文級の出土品が多数出土し、2021年（令和3年）に七ヶ瀬遺跡から三種の神器が出土するなど、脚光を浴びた。1989年（平成元年）にも肥前国庁跡（南門を復元済）が川上川を越えた北の方向から見つかっている。

## 沿革
前史
- 1947年（昭和22年）
  - 4月1日 - 学制改革（六・三制の実施）により、国民学校高等科および青年学校普通科が改組の上、以下の新制中学校2校が創立。
    - 「川上村立川上中学校」（川上村立川上小学校に併設）
    - 「春日村立春日中学校」（春日村立春日小学校に併設）

  - 5月3日 - 開校式を挙行。
- 1948年（昭和23年）3月31日 - 青年学校が廃止される。
- 1955年（昭和30年）4月16日 - 佐賀郡3村（春日・川上・松梅）が合併し、大和村が発足。
  - 「大和村立川上中学校」
  - 「大和村立春日中学校」

統合・大和中学校
- 1958年（昭和33年）4月1日 - 上記大和村立中学校2校の統合により、「大和村立大和中学校」が創立。
  - ただし、中学統合校舎完成までの間、旧春日中校舎を「春日校舎（東校舎）」、旧川上中校舎を「川上校舎（西校舎）」として存続。
- 1959年（昭和34年）1月1日 - 町制施行により、「大和町立大和中学校」に改称。
- 1960年（昭和35年）- 統合校舎が完成し、旧2校舎を廃止の上、各小学校へ移管。
- 1961年（昭和36年）3月 - 第四棟校舎と体育館が完成。
- 1969年（昭和44年）3月 - 剣道場が完成。
- 1971年（昭和46年）10月 - プールが完成。
- 1987年（昭和62年）- 校舎の改築工事を完了。
- 2005年（平成17年）10月1日 - 佐賀市との合併により、「佐賀市立大和中学校」（現校名）に改称。

## 部活動
- 野球部
- ソフトテニス部
- ソフトボール部
- 柔道部
- 剣道部
- バドミントン部
- サッカー部
- 卓球部
- 陸上部
- 水泳部
- バレーボール部
- パソコン部
- 美術部
- 吹奏楽部
- 放送部

## 著名な出身者
- 亜音有星 - 宝塚歌劇団
- 坂本佳太 - 陸上競技

## 交通アクセス
- 佐賀駅より昭和バス 東山田線 「大和中学校前」停留所

## 参考資料
- 「大和町史 (PDF) 」（1975年（昭和50年11月3日, 大和町） - 佐賀市ウェブサイト